# 棘刺斯氏脂䲁
棘刺斯氏脂䲁（學名：Starksia spinipenis），為輻鰭魚綱䲁形目脂䲁科斯氏脂䲁屬的一個種，分布於中東太平洋墨西哥加利福尼亞灣至阿卡普爾科海域，深度1至20公尺，本魚體長，扁平，頭鈍，鼻孔、眼上方及頸背兩側各有一條短而細的無分支的捲鬚，口頂前側及兩側有齒，背鰭硬棘與鰭條之間有缺刻，雄魚第一臀棘脫離鰭的其餘部分，為第二臀棘的1.7倍長，變形成性器官，側線連續，前段拱起，後段直，側線鱗片38-42枚，頭部淡粉紅色至淡黃色，體白色，有3排方形棕色斑點簇，形成不規則的橫條，一條淡黃色窄條紋從吻部貫穿眼頂部，另一條貫穿至眼下部，眼下部正後方有一黑斑，鰓蓋有密集的黑點，胸鰭基部有數個黑點，鰭無色，背鰭基部有一排黑點，背鰭硬棘19-21枚、背鰭軟條8-10枚、臀鰭硬棘2枚、臀鰭軟條16-19枚，體長可達6.5公分，棲息在海草生長的沙質海床，生活習性不明。